# Sandy Bay (Port Joli)
Sandy Bay (do 20 sierpnia 1975 Sandy Cove) – zatoka (ang. bay, do 20 sierpnia 1975 cove) zatoki Port Joli w kanadyjskiej prowincji Nowa Szkocja, w hrabstwie Queens; nazwa Sandy Cove urzędowo zatwierdzona 23 maja 1931.